# 学生新聞
学生新聞（がくせいしんぶん）は、主に大学や高等学校において、学生が編集の主体となって刊行される新聞の総称。
その多くは学内でのみ配布されるが、中には東京大学新聞などのように学外においても積極的に販売されるものもある。
内容は主に学内における各種ニュース（総長・学部長等の選挙や予算割当て、運動部の成績など）に加え、各学部の研究内容の紹介、学内の教授や卒業生らの寄稿によるコラム、キャンパス周辺の地域的話題等で構成されるものが多い。
日本では戦前から1960年代にかけては政治的な内容の記事も数多く掲載され、特に戦前には「大学自治」の名の下に比較的自由な言論が許されていたことから、ジャーナリズムにおいてある種独特の位置を占めていた。戦後も学生の間での世論形成に一定の影響力を持っていたが、学生運動の衰退とともにそのような記事ならびに影響力も大幅に減少した。尚、全日本大学新聞連盟は、NPO活動等の流れの中で登場してきた団体であり、政治的にも中立を掲げている。
近年、学生新聞を発行する団体間の交流の場として、近畿地方ではUNN関西学生報道連盟が、関東地方では関東学生新聞連盟が組織されている。
なお、高等学校における学生新聞には「全国高等学校新聞コンクール」（大東文化大学主催）、「全国高校新聞年間紙面審査賞」（全国高文連新聞専門部）などの大会が存在し、そのほか都道府県単位でコンクールを行っているところもある。

## 歴史
日本における最初の学生新聞は、1917年に慶應義塾大学において創刊された「三田新聞」であると言われている。これに刺激を受ける形で1920年には東京大学において「帝国大学新聞」（現在の東京大学新聞の前身）、1921年には日本大学新聞（日大新聞）、1922年には早稲田大学新聞、1924年には「法政大学学友会報」（現在の法政大学新聞の前身)、1925年には京都帝国大学新聞（現在の京都大学新聞の全身）が創刊されるなど、多くの大学で学生新聞の発行が相次いだ。
しかし第二次世界大戦の勃発に伴い、言論統制や新聞の発行に不可欠な紙の配給統制などが強化されると、学生新聞の発行は次第に困難となり、1944年には早稲田大学新聞が休刊、「帝国大学新聞」と「京都帝国大学新聞」が「大学新聞」として統合されるなど、活動の停滞を余儀なくされた。
第二次世界大戦が終結すると、各大学で再び学生新聞の発行が再開されたほか、「大学新聞」から「学園新聞」（京都帝国大学新聞の後進、京都大学新聞の前身）が分離したが、依然として紙の不足という問題が継続していたことから、1949年には用紙の割り当てや広告営業における連携を目指し「全日本学生新聞連盟」が結成される。各地の大学で次々と創刊が続き、全日本学生新聞連盟の史料では1966年時点の加盟新聞名簿に133の大学新聞が掲載されている。
その後同連盟は、学生運動の中で1968年に「全国学生新聞」を創刊するなど政治的な動きを強めるようになるが、学生運動の衰退に伴う形で1970年に自然消滅した。またこのように政治的な動きを強める既存の学生新聞に反発して、1969年には「慶應塾生新聞」が創刊されるなど、ノンポリの立場から新たな学生新聞を創刊する動きも見られた。
バブル時代を経て、学内ミスコンや学内イベントの開催記事の掲載、スポーツ関連のイベント情報など紙面のポップカルチャー化、広報紙化が進む。かつては自校の教授の裏口入学の斡旋問題、教授が受け取った謝礼を税務申告せずに脱税していたこと、大学自体の使途不明金問題などに切り込んだ学生新聞があった一方で慶應義塾大学広告学研究会レイプ事件が社会をにぎわした際にも、慶應義塾大学の大学新聞はミスコン出場者を大きく紹介するといった広報的な記事を出し続けているだけで、この問題について追及しなかったように学生だからこそ問題提起ができなくなっていると小林哲夫は分析している。
学生新聞は確かに一世を風靡したともいえるが、衰退を重ね多くの媒体は廃刊となっていった。残った学生新聞もかつての批判精神を失い、大学のPR媒体になったり、資金難に直面している。これは若者の「紙」離れが進み、学生新聞の購読者そのものが減少していること、同様に学生の関心が薄れ編集部員数も減少し続けていることが挙げられる。また、2019年コロナウイルス感染症による社会・経済的影響から学生新聞への広告掲載を取り止める企業も少なくないため、広告費収入の大幅減少も、資金難の原因に挙げられる。

## 主な学生新聞
- オーストラリアの学生新聞